# Centre européen de recherches et de formation aux arts verriers
Le centre européen de recherches et de formation aux arts verriers (Cerfav) est un institut de formation à la verrerie fondé en 1991 à Vannes-le-Châtel.

## Histoire
Les années 1980 voient une contradiction sur la place de la verrerie à Vannes-le-Châtel : d'un côté, une célébration de plus en plus forte de la tradition verrière de la ville, à travers l'organisation de festivals ; de l'autre, de grandes difficultés économiques de la cristallerie Daum de la ville, qui provoquent une centaine de licenciements.
Ce paradoxe pousse le maire, épaulé des collectivités locales et régionales, à créer en 1987 une plateforme verrière dédiée à assurer l'avenir de la verrerie, par la formation et la recherche artistique et technique. 
La structure administrative Cerfav voit officiellement le jour en 1981. 

## Formation verrière
Le centre, forme à l'ensemble des métiers du verre : verre à boire, vitraux, verre scientifique (néon, ampoule) et verre décoratif. Le nombre d'élèves est très inférieur au nombre de candidatures, mais la très grande majorité trouvent un travail ensuite dans la verrerie.
Le cerfav œuvre aussi à la refonte des CAP verriers en 1994, qu'il propose en collaboration avec le lycée Loritz ; puis, à travers des échanges et inspirations avec d'autres pédagogies verrières venues du Danemark, de Scandinavie, d'Ukraine, du Japon et des Etats-Unis, propose une formation originale de créateur-verrier, basé sur l'apprentissage de techniques verrières suivies d'un parcours de développement d'une démarche artistique.

## Recherche
En 2015, le Cerfav met au point, en collaboration avec l'École supérieure des sciences et technologies de l’ingénieur de Nancy, un procédé d'impression 3D en verre. L'artiste Marie Flambard utilise cette technique pour la modélisation de ses vers de terre, puis revient au procédé classique de la pâte de verre (moule à la cire perdue et coulage du verre) pour la réalisation finale de son collier de lombrics de verre exposés au musée des Beaux-Arts de Nancy en 2022.